# ذخیره ساز اسکلتی
اسکلتی (انگلیسی: Scality) یک شرکت فناوری اطلاعات جهانی، فعال در زمینه‌ تولید راهکارهای ذخیره‌سازی و پشتیبان‌گیری داده‌ها، بر پایه‌ی نرم افزار (Software-Defined Storage یا SDS) می‌باشد، که به جهت سامانه‌های ذخیره سازی و پشتیبان‌گیری قابل اعتماد، به‌صرفه و قادر به پشتیبانی از حجم های بسیاربالایی که دارد، مشهور است. این شرکت دارای شعبه‌های پشتیبانی فعال در شهرهای سانفرانسیسکو، پاریس، رستون، برلین، مادرید، بارسلونا و توکیو می‌باشد، و شعبه های توسعه و پشتیبانی اصلی آن، در پاریس و سانفرانسیسکو قرار دارند.
Scality، یک شرکت خصوصی است که در سال ۲۰۰۹ توسط Jérôme Lecat، Giorgio Regni، Daniel Binsfeld، Serge Dugas، Brad King ثبت و افتتاح شد.

## محصولات

### Ring (حلقه)
شرکت Scality، اولین نسخه از محصول اصلی خود، یعنی  RING را در سال ۲۰۱۰ منتشر کرد.

### Zenko
شرکت Scality در سال ۲۰۱۷، Zenko را معرفی کرد؛ یک کنترلگر داده‌ی متن‌باز بر پایه‎ی ابرها (open source multi-cloud data controller)

## اهداف و مزایای Scality Ring
- مقیاس‌پذیری بی‌نهایت: حلقه‌ی Scality، امکان ذخیره‌سازی از پِتابایت تا اگزابایت را فراهم می‌کند.
- دسترسی ۱۰۰٪ و بدون وقفه: معماری «shared-nothing» و خودترمیمی خودکار، باعث می‌شود هیچ نقطه‌ی شکست تکی وجود نداشته باشد و سیستم همیشه در دسترس باشد.
- امنیت و محافظت در برابر باج‌افزار: رمزنگاری، نسخه‌بندی، کنترل دسترسی گروهی و قابلیت‌های بازیابی پیشرفته را در دسترس قرار می‌دهد.
- کاهش هزینه: استفاده از سرورهای x86 استاندارد، به جای تجهیزات اختصاصی NAS، باعث کاهش هزینه تا ۸۰٪ می‌شود.
- پشتیبانی از چندین پروتکل جهت دسترسی کاربرها به داده ها: دسترسی به داده‌ها از طریق S3، NFS، SMB، FTP و غیره امکانپذیر می‌باشد.